# Spoorlijn Saint-Sébastien - Guéret
De spoorlijn Saint-Sébastien - Guéret was een Franse spoorlijn van Saint-Sébastien naar Guéret. De lijn was 44,7 kilometer lang en heeft als lijnnummer 704 000.

## Geschiedenis
De lijn werd geopend door de Compagnie du chemin de fer de Paris à Orléans op 16 augustus 1886. Personenvervoer werd opgeheven op 27 juni 1940. Goederenvervoer was er tussen Saint-Sébastien en Lafat tot 14 mei 1950, tussen Lafat en Guéret-ZI tot 18 mei 1952 en tussen Guéret-ZI en Guéret tot 2023.

## Aansluitingen
In de volgende plaatsen is of was er een aansluiting op de volgende spoorlijnen:
Saint-Sébastien
RFN 590 000, spoorlijn tussen Les Aubrais-Orléans en Montauban-Ville-Bourbon
Guéret
RFN 698 000, spoorlijn tussen La Châtre en Guéret
RFN 702 000, spoorlijn tussen Montluçon en Saint-Sulpice-Laurière